# Gutta

För bonden "Gutta" i realityserien Farmen, se Farmen.  
 

Guttae. Fig. 1 till vänster och fig. 2 till höger
Gutta (latin för 'droppe'), pluralis guttae, kallas de små vattenavledande dropp- eller konformade tappar under triglyferna i den doriska kolonnordningen. De är fästade vid en liten platta, regula.
Sex stycken guttae hänger under triglyfens dropplist, taenia, (fig. 1) och tre gånger sex stycken under dropplattorna, mutul, som pryder gesimsen (fig. 2).